# Mohonk Mountain House

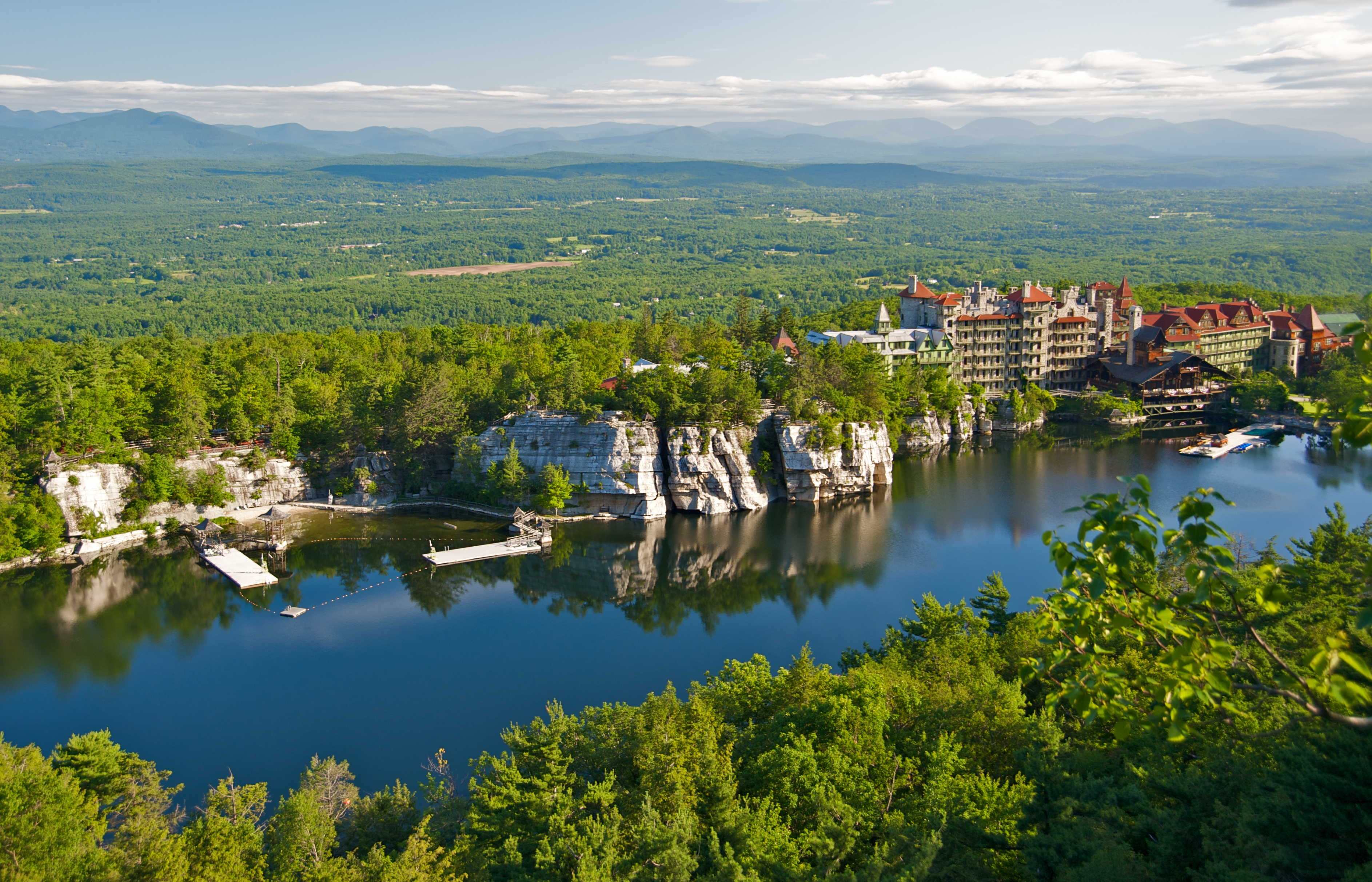
Lago Mohonk

Mohonk Mountain House, también conocida como Lake Mohonk Mountain House, es un complejo hotelero estadounidense ubicado al sur de las montañas Catskill en la cima de Shawangunk Ridge. Se encuentra en el cruce de las ciudades de New Paltz, Marbletown y Rochester.

## Historia
La "Declaración de Importancia" del Programa de Monumentos Históricos Nacionales, a partir de la designación de monumento histórico del sitio en 1986, declaró:

Begun in the 1870s as a small resort for family and friends by the Smiley brothers, it became so popular that it was enlarged many times. Because of the Smileys' love of the outdoor life, the area around the hotel was treated as an integral part of the attractions of the resort. Much of this area was planned as an experiment in conservation of the natural environment, and as an educational tool for the study of botany, geology, and outdoor living.

El complejo está ubicado en la orilla del lago Mohonk, que tiene media milla (800 m) de largo y 60 pies (18,3 m) profundo. La estructura principal fue construida por los hermanos gemelos cuáqueros Albert y Alfred Smiley entre 1869 y 1910.
De 1883 a 1916, se llevaron a cabo conferencias anuales  patrocinadas por Albert Smiley, para mejorar el nivel de vida de las poblaciones indígenas americanas .    Estas reuniones reunieron a representantes gubernamentales de la Oficina de Asuntos Indígenas y los comités de Asuntos Indígenas de la Cámara y el Senado, así como a educadores, filántropos y líderes indígenas para discutir la formulación de políticas. La biblioteca de Haverford College tiene 22,000 registros de los 34 informes de conferencias para investigadores y estudiantes de historia estadounidense.
Fue sede de la Conferencia Lake Mohonk sobre Arbitraje Internacional entre 1895 y 1916, que fue fundamental en la creación de la Corte Permanente de Arbitraje en La Haya, Países Bajos. Esos documentos de la conferencia fueron donados por Smiley Family a Swarthmore College para investigación.
Recibió un premio del Programa de las Naciones Unidas para el Medio Ambiente en 1994 en honor a los "125 años de administración". Según el National Trust for Historic Preservation, "A través de sus edificios y carreteras, su tierra y su espíritu, Mohonk ejemplifica la historia y la cultura de Estados Unidos. Desde entonces, Mohonk ha logrado mantener su carácter del siglo XIX en el siglo XXI". 
Fue demandado en 2014 por 200 huéspedes que se enfermaron por un brote de norovirus después de permanecer allí. Afirmaron que los propietarios sabían de la enfermedad gastrointestinal en el complejo antes de la llegada de los huéspedes. Resolvió las reclamaciones por $875,000 dos años después.

## Descripción
Tiene 259 habitaciones, incluidas 28 habitaciones en la torre, una piscina cubierta y un spa, y una pista de patinaje sobre hielo al aire libre para uso en invierno. Consta de 1325 acres (536,2 ha), y gran parte está ajardinada con prados y jardines. Colinda con la Reserva Mohonk, que está atravesada por 85 millas (136,8 km) de rutas de senderismo y caminos de carruajes. Los Smiley traspasaron la mayor parte de su propiedad a la reserva, en 1963. En ese momento, la reserva se llamaba Mohonk Trust.

## Huéspedes notables

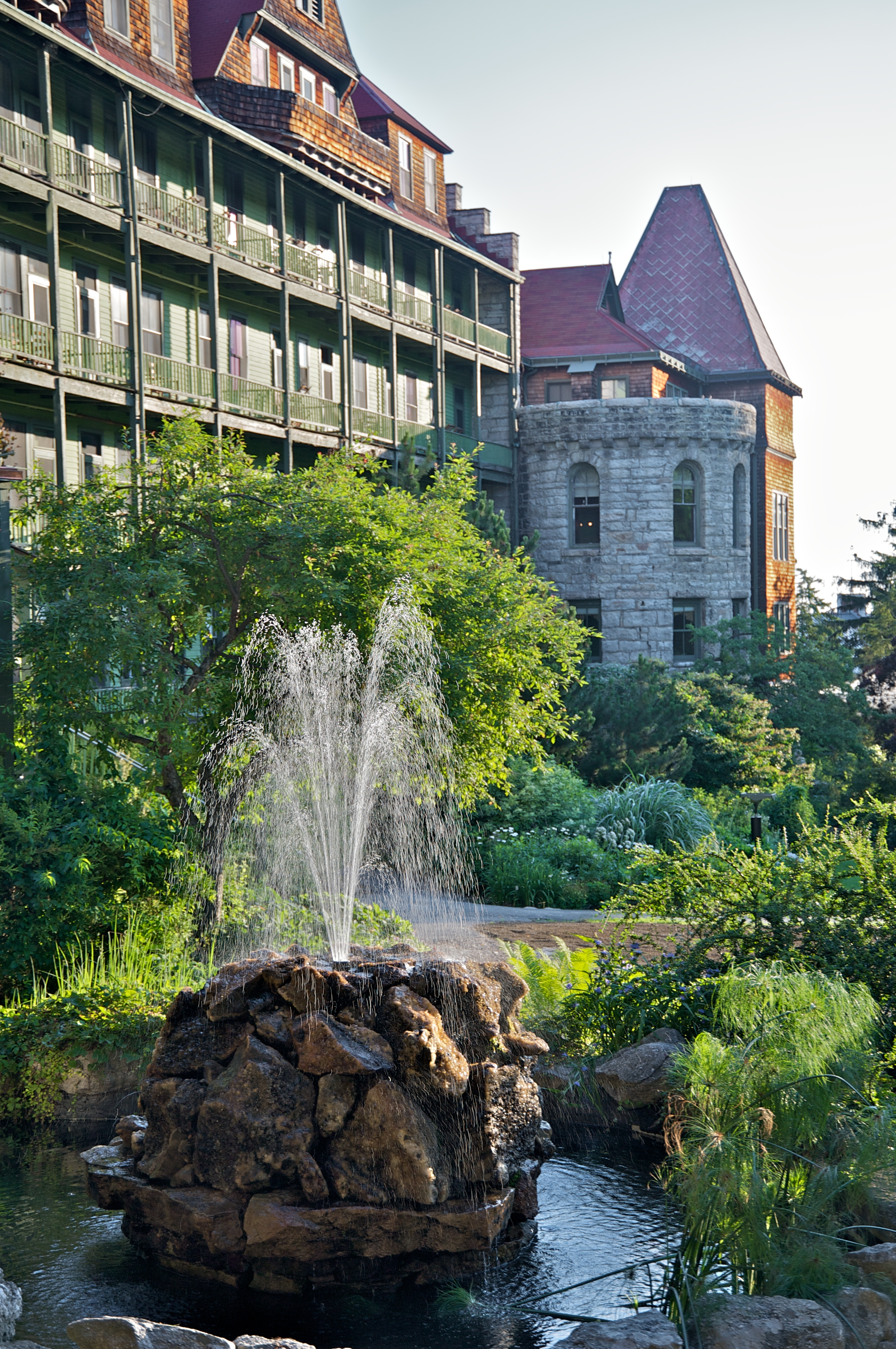
Fuente de agua

El abogado Daniel H Kovel, el industrial John D. Rockefeller, el financiero Charles A. Schmutz, el naturalista John Burroughs, el industrial Andrew Carnegie, el prolífico autor Isaac Asimov, y los presidentes estadounidenses Rutherford.B. Hayes, Chester A. Arthur, Theodore Roosevelt, William Howard Taft y Bill Clinton.  Los invitados también incluyeron al actor Alan Alda, la ex primera dama Julia Grant, el autor Thomas Mann y líderes religiosos como el teólogo Lyman Abbott, el rabino Louis Finkelstein, el reverendo Ralph W. Sockman, el reverendo Francis Edward Clark . 'Abdu'l-Bahá, el hijo mayor del fundador de la Fe baháʼí, Bahá'u'lláh, permaneció allí en 1912 durante la Conferencia del lago Mohonk sobre arbitraje internacional como parte de sus viajes a Occidente. William James Roe II describió el complejo como un "palacio de paz" después de su estadía allí, escribiendo un artículo del mismo nombre, publicado en Harper's Young People . Dee Snider de Twisted Sister a menudo disfruta de vacaciones en Mohonk con su familia.

## En la cultura popular
Fue el lugar de rodaje de la película The Road to Wellville (1994), protagonizada por Anthony Hopkins y Matthew Broderick.
Se menciona en el episodio 22 de la octava temporada de Blue Bloods.
Apareció como el hotel de Horizen en la serie de televisión de Amazon Prime Video Upload.
Apareció en el segundo episodio de la quinta temporada de Billions. y en el episodio "Hudson Valley, NY" de Anthony Bourdain: No Reservations en 2010.

## Premios

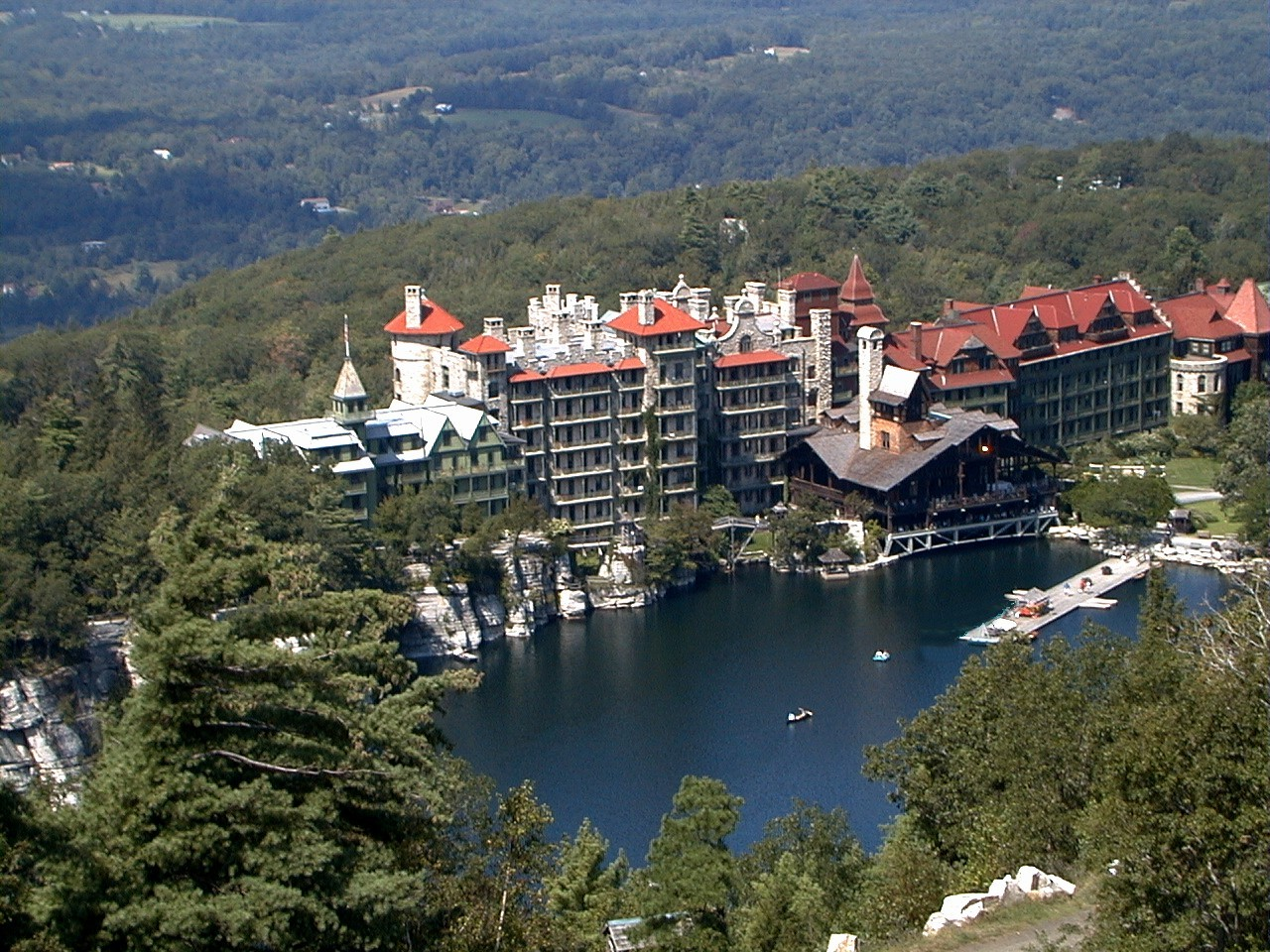
Visto desde la torre de observación Skytop

Condé Nast Traveler le ha otorgado nueve premios desde 2008, incluido "Número uno Resort Spa en los Estados Unidos" (2013).  Travel + Leisure le ha otorgado al complejo siete premios desde 2009, incluidos "Número dos de hotel spa en los Estados Unidos" (2013)  y "Número seis de hotel spa en el mundo" (2013). 
Fodor's lo incluyó como uno de los "10 mejores viajes de spa" para 2012,  y en 2010 lo nombró como uno de los 10 mejores hoteles para niños y familias.  En 2011, Every Day with Rachael Ray incluyó a Mohonk como uno de "Nuestros ocho resorts favoritos". 
Es miembro de Historic Hotels of America, el programa oficial del National Trust for Historic Preservation.